# Crassula montana
Crassula montana (лат.) — вид суккулентных растений рода Толстянка (Crassula) семейства Толстянковые (Crassulaceae), естественно произрастающий на территории Капской провинции Южно-Африканской Республики.

## Таксономия
Crassula montana L.f., первое упоминание в Suppl. Pl.: 189 (1782).

### Синонимы
Гомотипные (основанные на одном и том же номенклатурном типе):
- Purgosea montana (L.f.) G.Don (1834)

### Подвиды
Подтвержденные подвиды в соответствии с данными сайта Plants of the World Online на 2024 год:
| Название                                                   | Описание |
| ---------------------------------------------------------- | --- |
| Crassula montana subsp. borealis van Jaarsv.               | Многолетние растения, образующие циновки, достигают высоты до 8 см в период цветения. Их корни мочковатые. Стебли имеют короткие ветви, которые могут быть как прямостоячими, так и полегающими, достигая длины до 25 мм. Сочные и голые, они имеют толщину до 2 мм. Листья расположены спирально, редко в четырехрядном порядке, прижаты друг к другу, сидячие, нераспадающиеся. Форма листьев может варьироваться от обратноланцетных до широкояйцевидных, с остро заостренными верхушками. Их размеры составляют 12-25 (-30) х 10-15 мм, с верхней поверхностью от плоской до слегка желобчатой в сухой сезон. Листья умеренно мелкоямчатые (яйцевидные), с красновато-фиолетовыми ямками, а их нижняя поверхность выпуклая, зеленая, переходящая в красновато-фиолетовую, с белыми загнутыми ресничками по краям, длиной около 0,5 мм. Соцветия верхушечные, имеют удлиненные колосовидные тирсы высотой 3-8 см с несколькими дихазиями. Цветонос достигает 1,5-2 см, голый, с до 2 пар листовидных, треугольно-яйцевидных прицветников размером 5–7 х 2,5–3,5 мм, с мелкореснитчатыми характеристиками. Цветки сидячие, с чашечкой длиной 2,5 мм, чашелистки треугольно-ланцетные, голые, с краевыми ресничками, оканчивающимися белой полупрозрачной мукро. Венчик трубчатый, длиной около 3 мм и диаметром 2 мм, сросшийся у основания, с лепестками яйцевидно-ланцетной формы размером 3 х 1,2 мм, розового оттенка, с желтовато-зелеными пыльниками. Цветение происходит с декабря по январь. Подвид получил свое название благодаря своему северному распространению по сравнению с двумя другими подвидами. Этот вид представляет собой растение, заселяющее скалы. Внешне его розетки с пятнами напоминают Crassula pseudhemisphaerica, но в последнем случае листья располагаются в куполообразной розетке. |
| Crassula montana subsp. montana                            | Растения обычно разрастаются от основания, образуя небольшие плотные группы до 3 см в высоту (без соцветия). Их корни мочковатые. Листья имеют размеры от 15 до 25 х 10 до 16 мм, они могут быть яйцевидными или широкообратнояйцевидными, плоскими, расположены в густых прикорневых розетках. Листья кверху мельчаются, окрашены от светло- до темно-зеленого с темно-зелеными крапинками, голые, но обычно имеют короткие краевые реснички, а их кончики могут быть как острыми, так и тупыми. Соцветия представлены верхушечными колосовидными тирсами (иногда плосковершинными) длиной 5-9 см с сидячими дихазиями. Цветонос достигает 1-8 см в длину, прицветники имеют форму листовидных, обратнояйцевидных до ланцетных размером 5-14 х 6-8 мм, с ресничатыми краями. Размеры чашелистиков составляют 2-4 мм, они треугольно-ланцетные, также с ресничатыми краями. Венчик трубчатый, длиной 6 мм, с лепестками продолговатой формы, белыми, размером 5 мм, у основания коротко сросшимися, с раскидистыми кончиками. |
| Crassula montana subsp. quadrangularis (Schönland) Toelken | Отличия от subsp. montana заключаются в том, что ветви данного вида более мелкие и формируют плотные коврики. Листья имеют размеры 7–15 (-20) х 8–12 мм, обратнояйцевидной формы, аккуратно перегнутые и прижатые, образуя усеченное квадратное тело размером 2 х 2 см. Соцветия прямостоячие, плосковершинные, представлены округлыми тирсами длиной до 5 см, с цветоносом 3 см, прицветниками яйцевидной формы, размером 4 мм. Цветки характеризуются трубчатым венчиком, лепестки которого у основания сросшиеся, а на вершине звездчатые и раскидистые, окрашены в белый цвет и имеют размеры 5 мм. |